# Paul Fischer (Politiker, 1859)
Paul Fischer (* 6. Juli 1859 in Rudelsdorf bei Neurode; † nach 1926) war ein deutscher Kaufmann und Politiker in der Freien Stadt Danzig (DNVP).

## Leben
Fischer war der Sohn eines Rittergutspächters in Rudelsdorf. Er erhielt zunächst Hausunterricht und besuchte dann das Gymnasium in Schweidnitz bis zur Einjährig-Freiwillig-Reife. Nach dem Besuch der höheren Handelsschule in Breslau und einer kaufmännischen Lehre in Breslau und Danzig machte er sich 1885 in Danzig mit einem technischen Geschäft selbstständig, welches zu einem der größten in Deutschland wurde. Er war Aufsichtsrat der Zuckerfabrik Praust und der Landwirtschaftlichen Bank.
Ehrenamtlich wurde er in Danzig Vorsteher des Hospitals zum heiligen Leichnam, des Hospitals St. Barbara sowie Handelsrichter.
In der Freien Stadt Danzig schloss er sich der DNVP an und war für diese in der 2. Wahlperiode von 1923 bis 1927 Abgeordneter im Volkstag.